# Dactyladenia barteri
Dactyladenia barteri là một loài thực vật có hoa trong họ Cám. Loài này được (Hook.f. ex Oliv.) Prance & F.White mô tả khoa học đầu tiên năm 1979.